# Lactofilia

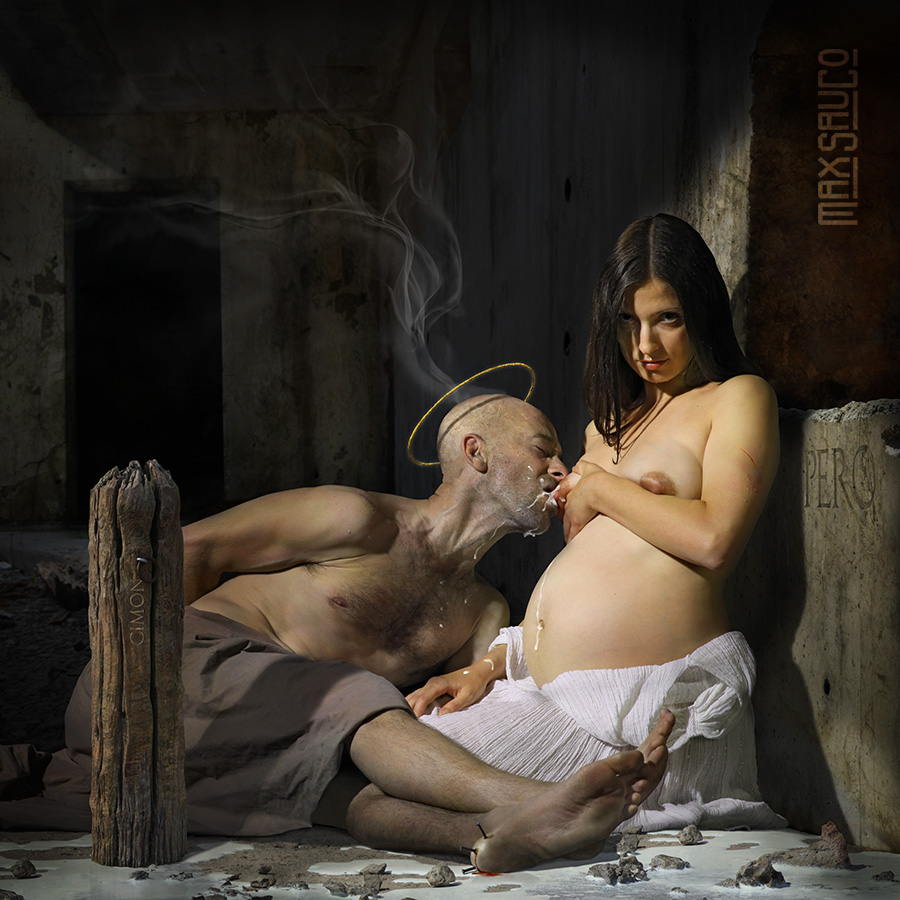
Esempio di lattazione in un quadro (Caritas romana)

La Lactofilia (chiamata anche feticismo del latte) o lattofilia è una parafilia consistente nel desiderio e nell'eccitazione sessuale derivante dall'osservazione di una donna che allatta, dall'allattare un adulto, dall'essere allattati al seno (in età adulta) o dal piacere di succhiare il latte dalle mammelle di una donna quando questa è nel suo periodo di lattazione. Queste pratiche sono spesso ritratte in alcuni film a sfondo erotico o pornografici nei quali, ad esempio, si può vedere la donna spruzzare latte dai capezzoli in una tazza con caffè o cioccolata per poi successivamente bere la bevanda formatasi. Tali pratiche sessuali sono attinenti alla cosiddetta "sfera del feticismo" mentre la pratica specifica di farsi allattare al fine di eccitarsi e/o provare piacere sessuale viene comunemente definita lattazione erotica.
L'atto di farsi allattare in età adulta, da parte di una giovane donna, è stato inoltre rappresentato sovente attraverso opere artistiche ispirate alla storia leggendaria della Caritas romana.